# Oligodon mouhoti
Espèce
Synonymes
- Simotes taeniatus var. mouhoti Boulenger, 1914

Statut de conservation UICN

 LC  : Préoccupation mineure
Oligodon mouhoti est une espèce de serpent de la famille des Colubridae.

## Répartition
Cette espèce se rencontre :
- au Cambodge ;
- dans l'est de la Thaïlande ;
- dans le sud du Viêt Nam.

## Publication originale
- Boulenger, 1914 : Descriptions of new reptiles from Siam. Journal of the Natural History Society of Siam, vol. 1, p. 67-70 (texte intégral).